# بخش کامنسکی، استان پنزا
بخش کامنسکی (به لاتین: Kamensky District) یک منطقهٔ مسکونی در روسیه است که در استان پنزا واقع شده‌است.